# Cerebratulus sordidus
Cerebratulus sordidus är en djurart som tillhör fylumet slemmaskar, och som beskrevs av Punnett 1900. Cerebratulus sordidus ingår i släktet fläsknemertiner, och familjen Cerebratulidae. Inga underarter finns listade i Catalogue of Life.